# Praesiricidae
Praesiricidae  (лат.) — ископаемое семейство пилильщиков (Pamphilioidea). Древняя группа перепончатокрылых насекомых, известная только из отложений мезозойской эры (от нижнего мела и до верхней юры). Обнаружены в России (Забайкалье), Монголии, Казахстане и Китае. 3 подсемейства, 6 родов. Отличаются гетерономным строением жгутика антенн: толстой мультисегментной базальной и тонкой апикальной частями. В переднем крыле отсутствует жилка Sc, а жилки M+Cu прямые или слегка изогнутые.

## Систематика
Семейство Praesiricidae ранее относили к надсемейству Siricoidea (Taeger, 2010), но в последнее время включают в Pamphilioidea. В 2016 году включено в состав Megalodontesidae.
- Archoxyelydinae
  - Archoxyelyda Wang, Rasnitsyn & Ren, 2013
    - Archoxyelyda mirabilis Wang, Rasnitsyn & Ren, 2013 (нижний мел, Китай)[2]

  - Xyelydontes Rasnitsyn, 1983 (нижний мел, Монголия)
    - Xyelydontes sculpturatus Rasnitsyn, 1983[6]
- Decorisiricinae
  - Decorisiricius
    - Decorisiricius longus (нижний мел, Китай)[7]
    - Decorisiricius patulus

  - Limbisiricius
    - Limbisiricius aequalis (юрский период, Китай)[7]
    - Limbisiricius complanatus

  - Brevisiricius
    - Brevisiricius partialis (юрский период, Китай)[7]
- Praesiricinae Rasnitsyn, 1983[6]
  - Praesirex Rasnitsyn, 1968[1] (нижний мел, Забайкалье)
    - Praesirex hirtus Rasnitsyn, 1968

  - Turgidontes Rasnitsyn (нижний мел, Забайкалье)
    - Praesirex magnus Rasnitsyn, 1990
- Rudisiriciinae Gao, Rasnitsyn, Ren & Shih, 2010
  - Aulidontes Rasnitsyn, 1983[6] (верхний юрский период, Казахстан)
    - Aulidontes mandibulatus Rasnitsyn 1983

  - Rudisiricius Gao et al.
    - Rudisiricius belli Gao, Rasnitsyn, Ren & Shih, 2010[8] (Китай)
    - Rudisiricius crassinodus Gao, Rasnitsyn, Ren & Shih, 2010
    - Rudisiricius celsus Gao, Rasnitsyn, Ren & Shih, 2010